# 1001 книга, які ти повинен прочитати, перш ніж померти
«1001 книга, які ти повинен прочитати, перш ніж померти» (англ. 1001 Books You Must Read Before You Die) — це літературний довідник, який зібрав думки понад сотні літературознавців у всьому світі, що вийшов під редакцією Пітера Боксалла, професора англійської мови в університеті Сассекса, зі вступним словом Пітера Акройда. Кожна назва супроводжується коротким оглядом та описом, що пояснює, чому була обрана саме ця книга. Деякі записи мають ілюстрації. Ця книга є частиною серії «1001 Before You Die».

## Список
Список містить 1001 назву книг і складається з романів, оповідань та збірок новел. Є також один сатиричний памфлет Джонатана Свіфта (Скромна пропозиція), одна книга зібраного тексту (Adjunct: An Undigest) та комікс (Вартові). Найпопулярнішими авторами у списку є Дж. М. Котзее і Чарльз Діккенс із десятьма заголовками книг.
До списку включені роман українського письменника Олеся Гончара «Собор», роман українського письменника Михайла Осадчого «Більмо», повість і роман українсько-російського письменника Миколи Гоголя «Ніс» і «Мертві душі», роман британської письменниці українського походження  Марини Левицької «Коротка історія тракторів по-українськи», роман французької письменниці українсько-єврейського походження Ірен Немировски «Французька сюїта», романи бразильської письменниці українсько-єврейського походження Клариси Леспектор «Час зірки» і «Пристрасть, за словами Г.Х.».
Перероблене та оновлене видання книги 2010 року є менш англоцентричним, містить лише чотири книги Діккенса та п'ять Кутзее, і включає найбільше письменників у списку. Воно також включає збірку нарисів Альберта Камю («Бунтівна людина»).
2008 року відбувся капітальний перегляд 280 назв книг. Очевидним зрушенням у списку було видалення близько 300 творів майже повністю англомовних авторів, які мали більше одного заголовка книг в оригінальному списку (2006 року), на користь менш відомих творів, найчастіше письменників, які пишуть не англійською мовою.
Невеликі зміни обсягом менше 20 книг внесли у 2010 та 2012 роках.

## Видання
- «1001 книга, які ти повинен прочитати, перш ніж померти», під редакцією доктора Пітера Боксалла, Всесвітнє видавництво, Велика Британія, 2006. ISBN 9781844-34178 Помилка параметра в {{ISBN}}: довжина. Перше видання
- «1001 книга, які ти повинен прочитати, перш ніж померти», під редакцією доктора Пітера Боксалла, Всесвітнє видавництво, Нью-Йорк, 2006. ISBN 9780789314206 Помилка параметра в {{ISBN}}: контрольна сума
- «1001 книга, які ти повинен прочитати, перш ніж померти», під редакцією доктора Пітера Боксалла, Всесвітнє видавництво, Нью-Йорк, 2008. ISBN 9780789314206 Помилка параметра в {{ISBN}}: контрольна сума
- «1001 книга, які ти повинен прочитати, перш ніж померти», під редакцією доктора Пітера Боксалла, Всесвітнє видавництво, Нью-Йорк, 2010. ISBN 9780789320391
- «1001 книга, які ти повинен прочитати, перш ніж померти», під редакцією доктора Пітера Боксалла, Всесвітнє видавництво, Нью-Йорк, 2012. ISBN 9781844037407